# Idioma kuot
El kuot o panaras es una lengua aislada de la provincia de Nueva Irlanda en Papúa Nueva Guinea. De hecho es la única lengua de origen no-austronesio de la isla. Tiene unos 2400 hablantes, concentrados principalmente en la costa noroeste de Nueva Irlanda. Tal vez por el pequeño número de hablantes, no parece existir variación dialectal singinificativa en el dominio del Kuot.

## Descripción lingüística

### Fonología
El inventario consonántico del kuot viene dado por:
|           |          | Bilabial | Alveolar | Velar |
| --------- | -------- | -------- | -------- | ----- |
| Nasal     | Nasal    | m        | n~ɲ      | ŋ     |
| Oclusiva  | sorda    | p        | t        | k     |
| Oclusiva  | sonora   | b        | d        | ɡ     |
| Fricativa | sorda    | ɸ~f      | s~ʃ      |       |
| Fricativa | sonora   | β~v      |          |       |
| Lateral   | Lateral  |          | l        |       |
| vibrante  | vibrante |          | ɾ        |       |

El número de vocales fonológicamente contrastivas es 5:
|         | Anterior | Posterior |
| ------- | -------- | --------- |
| Cerrada | i        | u         |
| Media   | e        | o         |
| Abierta | a        |           |

Los alófonos vocálicos son:
| Fonema | Alófonos |
| ------ | -------- |
| /i/    | [i~ɪ~j]  |
| /e/    | [e~ɛ]    |
| /a/    | [a~ʌ]    |
| /u/    | [u~ʊ~w]  |
| /o/    | [o~ɔ]    |

### Alternancias morfofonémicas
El fonema /t/ de ciertos marcadores de posesión, tales como "-tuaŋ", "-tuŋ" y "-tuo" aparece como /r/  cuando sigue a una raíz acabada en vocal, compárense:
ira-ruaŋ 'mi padre'
luguan-tuaŋ 'mi casa'
i'rama-ruo 'mi ojo'
nebam-tuaŋ 'mi pluma'
Otra alternancia es el "apócope de vocales finales", que ocurre cuando una forma de tercera persona singular marculina con el prefijo "-oŋ" se usa en un nombre que acaba en vocal, esta vocal normalmente deja de pronunciarse. Por ejemplo "amaŋa-oŋ" se pronuncia como [aˈmaŋɔŋ], no como [aˈmaŋaɔŋ].
La "regla de sonorización" comporta que cuando sufijos con vocal inicial se unen a raíces que acaban en consonantes sordas, estas consonantes se articulan como sonoras. Por ejemplo:
/obareit-oŋ/ [obaˈreidoŋ] lo divide [en dos]
/taɸ-o/ [taˈβo] bebe
/marik-oŋ/ [maˈriɡoŋ] ruega
El fonema /p/ da lugar a [β], no a [b].
/sip-oŋ/ [ˈsiβɔŋ] sale [fuera]
/irap-a/ [iˈraβa] sus ojos [de ella]

## Gramática
El kuot usa preferentemente el orden sintáctico VSO. Y su morfología es de tipo aglutinante. Existen dos géneros gramaticales (masculino y femenino), distinción que se aplica incluso a todas las formas de la primera persona (singular, dual, plural; inclusiva y exclusiva).
Por ejemplo, la oración parak-oŋ ira-ruaŋ kamin significa literalmente 'mi padre como bonitato'. Parak-oŋ indica un aspecto continuo del verbo 'comer', ira significa 'padre', -ruaŋ es un sufijo usado para indicar posesión inalienable  ('mi padre'), y kamin es un nombre que significa 'camote, bonitato'.